# Площа Рев'якіна
Площа Рев'якіна — площа в Нахімовському районі Севастополя, на стику вулиць Героїв Севастополя, Рев'якіна і Вокзальної.
Спочатку називалася Лабораторною площею, після радянсько-німецької війни перейменована в площу Рев'якіна на честь Героя Радянського Союзу, підпільника Василя Рев'якіна.